# Rukomo (Nyagatare)
Rukomo (Kinyarwanda Umurenge wa Rukomo) ist ein Sektor des Distrikts Nyagatare im Norden der Ostprovinz von Ruanda.

## Geographie
Der Sektor Rukomo hat eine Fläche von 58,5 km². Er setzt sich aus den fünf Zellen Gahurura, Gashenyi, Nyakagarama, Rukomo II und Rurenge zusammen. Nachbarsektoren sind im Norden Tabagwe, im Osten Nyagatare, im Süden Mimuri, im Südwesten Mukama, im Westen Gatunda und im Nordwesten Karama.

## Bevölkerung
Nach Stand der Volkszählung von 2022 liegt die Einwohnerzahl bei 43.650. Zehn Jahre zuvor waren es 34.218, was einem jährlichen Bevölkerungszuwachs von 2,5 Prozent zwischen 2012 und 2022 entspricht.

## Verkehr
Durch den Sektor verläuft eine District Road.